# Mikael Ishak
Mikael Ishak, född 31 mars 1993 i Södertälje, är en  svensk fotbollsspelare (anfallare) som spelar för Lech Poznań.

## Karriär
Mikael Ishak har Syrianskt ursprung. Under sommaren 2010 flyttades Ishak upp i Assyriska FF:s A-lag. Han etablerade sig snabbt i truppen, vilket resulterade i att han fick debutera för det svenska U19-landslaget 2011. Han spelade åtta matcher samt gjorde tre mål för U19-landslaget.
Mikael Ishak var även med i den svenska truppen som vann U21 EM 2015. En stor händelse i mästerskapet var i matchen mot Italien där Ishak ordnade rött kort åt den italienska mittfältaren Sturaro samt ordnade straff i slutminuterna, vilket avgjorde semifinalen 
Den 23 december 2011 skrev Ishak på för tyska Bundesligaklubben 1. FC Köln. Han gjorde sin debut i Bundesliga den 21 januari 2012, när han byttes in i den 85:e minuten, i 0–1-bortaförlusten mot VfL Wolfsburg.
Den 5 augusti 2013 blev Ishak klar för den italienska Serie A-klubben Parma FC. 
2014 var Mikael Ishak klar för den danska Superliga klubben Randers FC. Ishak har efter 3 säsonger i klubben blivit historisk i den danska ligan genom att göra flest antal mål för sitt klubblag någonsin. Ishak hann göra 30 ligamål för Randers FC. Det är det högsta antalet mål som någon Randers FC spelare gjort i Superligan.
Den 14 juli 2020 värvades Ishak av polska Lech Poznań, där han skrev på ett treårskontrakt. Efter övergången till Lech gjorde Ishak mål i sin debutmatch för klubben i Ekstraklasa mot Zagłębie Lubin. 
Han spelar också en nyckelroll för Lech i Europa League, där han gjorde fyra mål (två mot Benfica och två mot Standard Liege) i tre matcher. I november 2022 förlängde Ishak sitt kontrakt i Lech Poznań fram till sommaren 2025.